# Francisco Silva
Oliveira Francisco da Silva, ou Francisco Silva (Cunha, 26 de maio de 1938 — Rio de Janeiro, 6 de outubro de 2017), foi um evangélico, político, empresário e radialista brasileiro.

## Biografia
Filho de Theófilo Francisco da Silva e Francisca de França Motta, foi dono da Rádio Melodia Rio de Janeiro. Seu filho, Fábio Silva, seguiu a carreira política do pai. Empresário que fez dinheiro com o laboratório que produzia o  "Atalaia Jurubeba", popular remédio para o fígado. Apresentava em sua emissora de rádio o programa chamado "Cristo em Casa". Foi presidente do Instituto Fleming do Brasil entre 1985-1987. Foi dono da churrascaria Freeway no Rio de Janeiro. Entre 83 e 84 proprietário de uma fazenda de gado no município de Catangalo, no Rio de Janeiro. Empreendedor sempre foi o melhor no que fez. Começou a vida como vendedor de limão em Cunha onde nasceu.  Casado com Dona Dejanira. Teve a maior conta publicitária na rádio Globo na década de 80 com o Atalaia Jurubeba.

## Carreira política
Exerceu o cargo de Deputado Federal representando o estado do Rio de Janeiro nas legislaturas de: 1991-1995 (PDC); 1995-1999 (PP); 1999-2003 (PPB).
Em 1998, Francisco Silva, dono da Melodia, se elegeu deputado federal, e em 2002 foi o deputado federal com o maior número de votos em todo o estado do Rio de Janeiro. No começo do governo Garotinho, o dono da Melodia, Francisco Silva, foi nomeado secretário de Habitação, cargo extinto em outubro de 1999, quando Silva reassumiu seu mandato parlamentar de deputado federal. Em outubro de 2000, foi vítima de uma emboscada à bala, quando, de madrugada, deixavam a residência oficial do governador após terem gravado mais um programa para a Rádio Melodia.

## A Rádio Melodia
A rádio foi fundada nos anos 80, em Petrópolis, Rio de Janeiro. Em junho de 1986 foi comprada pelo empresário Francisco Silva que fez uma operação técnica com a rádio: transferiu seus estúdios para a Avenida Meriti, próxima ao Largo do Bicão, no bairro da Vila da Penha, na capital fluminense, mas manteve a torre em Petrópolis (RJ) e aumentou estupidamente a potência de transmissão. A rádio passou a ter o slogan A torre mais alta do Rio.
Francisco Silva tinha possuído outra rádio: a Rádio Copacabana AM (que foi vendida anos antes para a Igreja Universal do Reino de Deus).
A nova Melodia FM tornou-se uma rádio de música evangélica. Os anos fizeram a Melodia ser mais e mais ouvida, a ponto de se tornar, por alguns meses de 2001, a primeira rádio evangélica do Rio a se tornar líder de audiência das FMs. Hoje, a rádio mantém a liderança desde maio de 2019.
Atualmente, a sede da Rádio Melodia está no bairro carioca da Barra da Tijuca. A rádio funcionou na frequência FM 97,3 MHz por vários anos até que mudou hoje para a frequência FM 97,5 MHz.

## Morte
Morreu em 6 de outubro de 2017, de uma doença degenerativa nos rins chamada mielodisplasia.